# Nasonovia jammuensis
Nasonovia jammuensis är en insektsart. Nasonovia jammuensis ingår i släktet Nasonovia och familjen långrörsbladlöss. Inga underarter finns listade i Catalogue of Life.